# Radio Antena
Radio Antena je radijska postaja, vključena v radijsko mrežo Infonet, ki predvaja novejše glasbene hite. Radio je možno poslušati na območju osrednje Slovenije in Gorenjske, preko digitalnega radijskega oddajanja (DAB+) pa je radio slišen po vsej Sloveniji. 
Ciljno občinstvo so poslušalci, stari do 40 let.

## Frekvence

### DAB+:
- SLO DAB+ R2 E (225.648 MHz (kanal 12B)): vzhodna polovica Slovenije
- SLO DAB+ R2 W (227.360 MHz (kanal 12C)): zahodna polovica Slovenije

### FM:
- Ljubljana, Kamnik, Vrhnika: 105,2MHz (oddajnik Ljubljana 3 - Šance)

- Kranj, Golnik: 96,8MHz (oddajnik Kranj 4)
- Radovljica, Bled, Jesenice: 89,5MHz (oddajnik Blejska Dobrava)
- Bohinj: 104,1MHz (oddajnik Vogel)

## Voditelji
Sedanji:
- David Amaro
- Gverilec Birko (Tomaž Čop)
- Jaka Peterka
- Kaja Kovačič
- Luka Pišljar
- Ondina Kerec
- Nika Svetlin
- Jean Frbežar
- Andraž Kos
- Zala Perlič

Nekdanji:
- Alen Podlesnik
- Matjaž Lovše
- Melani Mekicar
- Ota Roš
- Rok Ostrež (še vedno je zaposlen pri Radiu Anteni, vendar kot urednik vsebin)
- Sebastijan Cegnar
- Sebastjan Kepic
- Vesna Topolovec
- Matic Herceg